# Манастир Сокола
Манастир Сокола је православни манастир у јужном округу Јашија. То је други историјски манастир у граду. Прва, коју је основао бојарин Данку, налазила се на месту где се данас налази Румунска национална опера.
Манастир је подигнут и освећен за време молдавског кнеза Александра Лепушњану (из леп) 1562. године и првобитно је функционисао као женски манастир. Током руско-турског рата (1828-1829) манастир је изгорео и његов савремени изглед датира из тог времена.